# Truth/風の向こうへ
『truth/風の向こうへ』（トゥルース/かぜのむこうへ）は、日本の男性アイドルグループ・嵐の通算23枚目となるシングル。2008年8月20日にジェイ・ストームから発売された。

## 概要
前作『One Love』から約2か月ぶりのシングル。
両A面シングルをリリースするのは、13枚目の『瞳の中のGalaxy/Hero』以来4年ぶり4枚目、及び1曲目がドラマ主題歌、2曲目がオリンピックテーマソングという形態の両A面シングルでも、同シングル以来2枚目となる。
『アオゾラペダル』以来の初回限定盤1・2、通常盤の3形態での発売となり、それぞれ収録内容・ジャケット写真ともに異なる。
表題曲「truth」は、メンバーの大野智が出演しているTBS系金曜ドラマ『魔王』の主題歌である。コンセプトは「悲しみ・復讐・無常」。歌詞には、ドラマ本編と重なる要素(「謎」「闇」「真実」「百合」「隠し切れぬ二つの顔」など)が含まれている。また、ドラマ主題歌・同枠での主題歌担当はいずれも20thシングル表題曲「Happiness」以来となった。
表題曲「風の向こうへ」は、2008年の日本テレビ系北京オリンピック放送のイメージソングである。コンセプトは「自分を超え、きみを超え、追い風の向こうへ」。Rap詞を手がけているメンバーの櫻井翔は、日本テレビ系北京オリンピックキャスターを担当していたため、ラップ詞は櫻井自身が北京オリンピックの日本代表選手を取材した際感じた選手の想いなどから書き起こされている。
通常盤に収録されているカップリング曲「スマイル」は、メンバーが出演しているハウス食品「とんがりコーン」スケートボード編のCMソングである。
初回限定盤1には、「truth」のビデオ・クリップを収録。
初回限定盤2には、「風の向こうへ」のビデオ・クリップを収録。
通常盤には、オリジナル・カラオケ3曲を収録。
発売を記念して、Johnny’s Webにて『truth/風の向こうへ オリジナルレターセット』が販売された。

## チャート成績
2008年9月1日付のオリコン週間シングルチャートで首位を獲得。初動売上は46.7万枚となり、この時点までの2008年度発売シングルとしては最高記録となったほか、初動のみで2008年度の年間チャートの暫定2位に入った。累計売上は65万枚。同社集計のシングル初動売上40万枚突破は、KAT-TUNのシングル『僕らの街で』以来約1年9か月ぶり、嵐のシングルとしてはデビュー曲『A・RA・SHI』以来2作目である。
2008年オリコン年間シングルチャートでは、集計期間内に約61.8万枚を売り上げ、首位を獲得。嵐としては初の年間首位獲得となった。また、2位には前作『One Love』がランクインし、1位と2位を嵐の作品が独占した。同一グループでの年間1位・2位独占は1989年のプリンセス・プリンセス以来19年ぶり・史上5組目である。このほか、年間10位には次作の『Beautiful days』がランクインしている。同一アーティストによる年間シングルTOP10内3作ランクインは、2002年の宇多田ヒカル以来6年ぶり、男性アーティストとしては1988年の同じくジャニーズ事務所所属アイドルの光GENJI以来20年ぶりの記録となった。

## 賞歴
- 第23回日本ゴールドディスク大賞邦楽部門シングル・オブ・ザ・イヤー[5]

## 収録曲

### CD

#### 通常盤・初回限定盤1
※#3以降は通常盤のみ収録。
1. truth [4:50]
作詞・作曲：HYDRANT、編曲：前口渉
  - 大野智主演 TBS系金曜ドラマ『魔王』主題歌
2. 風の向こうへ [3:40]
作詞：多田慎也、Rap詞：櫻井翔、作曲：Pippi Svensson・Anders Dannvik、編曲：Hans Johnson
  - 日本テレビ系『北京オリンピック』テーマソング[注 1]
3. スマイル [3:38]
作詞・作曲：Erik Lidbom・youth case、編曲：北川吟
  - 嵐出演 ハウス食品『とんがりコーン』スケートボード編CMソング
4. truth（オリジナル・カラオケ）
5. 風の向こうへ（オリジナル・カラオケ）
6. スマイル（オリジナル・カラオケ）

#### 初回限定盤2
1. 風の向こうへ
2. truth

### DVD

#### 初回限定盤1
1. 「truth」ビデオ・クリップ

#### 初回限定盤2
1. 「風の向こうへ」ビデオ・クリップ
PVの監督は2曲とも、「サクラ咲ケ」を手がけた須永秀明が担当している。

## 収録アルバム
- 5×10 All the BEST! 1999-2009（#1, 2）
- ウラ嵐マニア（通常盤#3）
- 5×20 All the BEST!! 1999-2019（#1, 2）
- ウラ嵐BEST 2008-2011（通常盤#3）

## 映像作品
truth
- ARASHI AROUND ASIA 2008 in TOKYO
- ARASHI Anniversary Tour 5×10
- ARASHI アラフェス NATIONAL STADIUM 2012
- ARASHI アラフェス'13 NATIONAL STADIUM 2013
- ARASHI Anniversary Tour 5×20
- アラフェス2020 at 国立競技場

風の向こうへ
- ARASHI AROUND ASIA 2008 in TOKYO
- ARASHI Anniversary Tour 5×10
- ARASHI LIVE TOUR Popcorn
- ARASHI アラフェス'13 NATIONAL STADIUM 2013
- This is 嵐 LIVE 2020.12.31

スマイル
- ARASHI AROUND ASIA 2008 in TOKYO